# Kate Morton
Kate Morton (Berri, 1976) é uma escritora australiana. Morton vendeu mais de 11 milhões de livros em 42 países, tornando-a uma das "maiores exportações de publicações da Austrália". Ela foi best-seller do New York Times várias vezes.

## Biografia

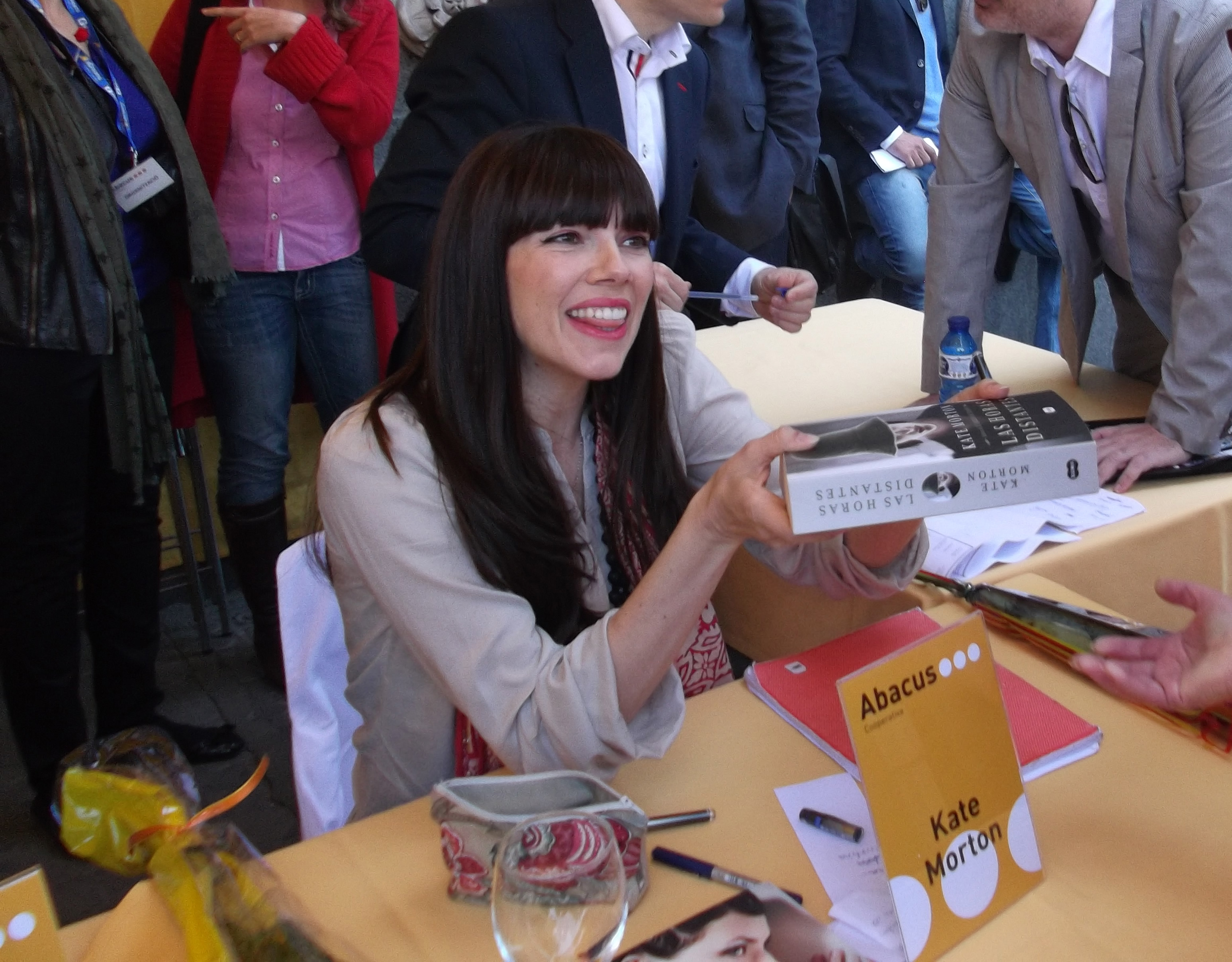
Morton em uma sessão de autógrafos em Barcelona, abril de 2013

Ela completou uma licenciatura em Discurso e em Drama do Trinity College London e em seguida, um curso de verão sobre Shakespeare na Royal Academy of Dramatic Art em Londres. Mais tarde, ela ganhou honras de primeira classe em Literatura Inglesa na Universidade de Queensland (1999) e ganhou uma bolsa para concluir um mestrado com foco em tragédia na literatura vitoriana.
Kate Morton é casada com Davin Patterson, músico e compositor de jazz. Eles têm três filhos e vivem em Londres.

## Obras
- The House at Riverton (também como: The Shifting Fog) (2006) no Brasil: A Casa das Lembranças Perdidas (Arqueiro, 2021) em Portugal: O Segredo da Casa de Riverton (Porto Editora, 2008; 11X17, 2014)
- The Forgotten Garden (2008) no Brasil: O Jardim Esquecido (Arqueiro, 2018) em Portugal: O Jardim dos Segredos (Porto Editora, 2010; 11X17, 2014)
- The Distant Hours (2010) no Brasil: As Horas Distantes (Rocco, 2012) em Portugal: As Horas Distantes (Porto Editora, 2012; 11X17, 2015)
- The Secret Keeper (2012) no Brasil: A Guardiã dos Segredos do Amor (Rocco, 2014) em Portugal: Amores Secretos (Suma de Letras, 2014)
- The Lake House (2015) no Brasil: A Casa do Lago (Arqueiro, 2017) em Portugal: O Último Adeus (Suma de Letras, 2015)
- The Clockmaker's Daughter (2018) no Brasil: A Prisioneira do Tempo (Arqueiro, 2020)